# Armadillidium versicolor
Armadillidium versicolor is een pissebed uit de familie Armadillidiidae. De wetenschappelijke naam van de soort is voor het eerst geldig gepubliceerd in 1859 door Stein.